# Società Sportiva Juve Stabia 2011-2012
Questa voce raccoglie le informazioni riguardanti la Società Sportiva Juve Stabia nelle competizioni ufficiali della stagione 2011-2012.

## Stagione
Nella stagione 2011-2012 dopo la storica promozione, il sodalizio gialloblù conferma in panchina il tecnico della promozione Piero Braglia. L'ossatura della squadra inizia a rinforzarsi con gli acquisti di vari giocatori di categoria, nonché di giovani promettenti dai migliori vivai della Serie A. Il 29 luglio 2011 la Commissione Disciplinare, a causa del ritardo dei pagamenti IRPEF, infligge alle vespe stabiesi un punto di penalizzazione da scontarsi nella stagione sportiva 2011/12.
Quindi, la stagione del ritorno in Serie B, inizia particolarmente male per la Juve Stabia. Inoltre all'esordio, le vespe sono ospiti di un Empoli che, trovatosi in svantaggio grazie al gol di Danilevičius, riesce a ribaltare il risultato. Il debutto interno avviene nel posticipo della seconda giornata di campionato, con una sconfitta per 2-1 contro il Verona. A questa partita seguono il pareggio di Crotone e le sconfitte col Brescia in casa e a Livorno. Il calendario sembra sfavorire le vespe, vittoriose nel match interno col Pescara di Zeman battuto 3-2 in rimonta, con cucchiaio su rigore di Erpen al 90', e al Granillo con la Reggina vincendo per 1-2 anche in questo caso in rimonta (reti di Marco Sau e Andrea Raimondi). Prosegue la cavalcata vincente dei gialloblè grazie al vittorioso derby contro la Nocerina con il risultato finale di 2-3.
Il giorno seguente alla vittoria conquistata a Nocera Inferiore, il procuratore federale Stefano Palazzi chiede, davanti alla Commissione Disciplinare, il deferimento della società e una penalità di 9 punti da sottrarre alla società nel campionato 2011-2012. L'11 ottobre 2011 la Commissione conferma la squalifica riducendo da 9-5 punti la penalità, successivamente ridotti a 3 in secondo grado in data 10 novembre 2011. La stagione del ritorno in Serie B viene ricordata per aver sfiorato una storica vittoria al Marassi di Genova con la Sampdoria, infatti la formazione blucerchiata riesce a pareggiare la rete di Marco Sau (premiata poi come il goal più bello della stagione corrente).
Nel calciomercato di gennaio viene ceduto all'Atalanta un calciatore simbolo, il promettente Riccardo Cazzola, e alla Juve Stabia arriva Fabio Caserta. Il girone di ritorno vede le vespe continuare la cavalcata grazie alle vittorie sull'Empoli con il risultato di 3-1, sulla Reggina per 2-1, sul Varese per 2-0, sul Vicenza per 3-0, sul Padova per 2-0, oltre alle ottime prestazioni con il Brescia e in casa con la vittoria sfiorata contro il Torino. Inoltre, dopo la vittoria esterna per 2-1 contro l'AlbinoLeffe ad aprile, i tifosi sperano in un piazzamento play-off. Ma il finale di stagione non diviene esaltante e così, la Juve Stabia, chiude la stagione, molto più che positiva, con una storica e anticipata salvezza in virtù del 9º posto finale.

## Divise e sponsor
Lo sponsor tecnico per la stagione 2011-2012 è Flyline, mentre gli sponsor ufficiali sono Bonavita e GEF Consulting.
| Casa | Trasferta | Terza Divisa |

## Organigramma societario
Area Amministarativa
- Amministratore unico: Roberto Amodio
- Presidenti: Francesco Giglio e Francesco Manniello
- Direttore generale: Clemente Filippi
- Consigliere: Mario Mirko Manniello
- Segretario generale: Raffaele Persico

Area tecnica
- Allenatore: Piero Braglia
- Viceallenatore: Mauro Isetto
- Preparatori atletici: Roberto De Filippis e Sergio Musa
- Massaggiatori: Vincenzo Attianese, Mario Aurino e Angelo Mascolo

## Rosa
| N. |                      | Ruolo | Calciatore           |
| -- | -------------------- | ----- | -------------------- |
| 3  | Italia (bandiera)    | D     | Antonio Zito         |
| 4  | Italia (bandiera)    | C     | Riccardo Cazzola     |
| 5  | Italia (bandiera)    | D     | Morris Molinari      |
| 6  | Italia (bandiera)    | D     | Gennaro Scognamiglio |
| 7  | Argentina (bandiera) | C     | Horacio Erpen        |
| 8  | Italia (bandiera)    | C     | Guido Davì           |
| 9  | Nigeria (bandiera)   | A     | Jerry Mbakogu        |
| 10 | Italia (bandiera)    | A     | Nazzareno Tarantino  |
| 11 | Italia (bandiera)    | A     | Andrea Raimondi      |
| 13 | Italia (bandiera)    | D     | Cristiano Biraghi    |
| 14 | Germania (bandiera)  | C     | Savio Nsereko        |
| 16 | Italia (bandiera)    | C     | Fabio Caserta        |
| 17 | Italia (bandiera)    | D     | Daniel Cappelletti   |
| 18 | Italia (bandiera)    | P     | Simone Colombi       |
| 20 | Italia (bandiera)    | D     | Alessandro Fabbro    |
| 20 | Italia (bandiera)    | A     | Tommaso Ceccarelli   |
| 21 | Italia (bandiera)    | C     | Ciro Danucci         |

| N. |                     | Ruolo | Calciatore               |
| -- | ------------------- | ----- | ------------------------ |
| 22 | Italia (bandiera)   | C     | Francesco Di Tacchio     |
| 23 | Italia (bandiera)   | C     | Matteo Scozzarella       |
| 24 | Italia (bandiera)   | P     | Matteo Cerreti           |
| 25 | Italia (bandiera)   | A     | Marco Sau                |
| 26 | Italia (bandiera)   | A     | Diego Falcinelli         |
| 27 | Lituania (bandiera) | A     | Tomas Danilevičius       |
| 29 | Italia (bandiera)   | D     | Stefano Dicuonzo         |
| 30 | Italia (bandiera)   | A     | Giacomo Beretta          |
| 33 | Italia (bandiera)   | D     | Ivano Baldanzeddu        |
| 34 | Brasile (bandiera)  | C     | Adriano Mezavilla        |
| 56 | Belgio (bandiera)   | D     | Donovan Maury (capitano) |
| 60 | Italia (bandiera)   | A     | Simone Zaza              |
| 71 | Italia (bandiera)   | P     | Vincenzo Cascella        |
| 75 | Angola (bandiera)   | A     | Givestin Zantu           |
| 80 | Italia (bandiera)   | D     | Luigi Pezzella           |
| 90 | Italia (bandiera)   | P     | Andrea Seculin           |
| 91 | Italia (bandiera)   | D     | Alessio De Bode          |

## Calciomercato

### Sessione estiva(dal 1/07 al 31/08)
| Acquisti | Acquisti             | Acquisti   | Acquisti            |
| R.       | Nome                 | da         | Modalità            |
| -------- | -------------------- | ---------- | ------------------- |
| P        | Simone Colombi       | Atalanta   | rinnovo prestito    |
| P        | Andrea Seculin       | Fiorentina | prestito temporaneo |
| P        | Matteo Cerreti       | Fondi      | -                   |
| D        | Alessio De Bode      | Genoa      | prestito temporaneo |
| D        | Cristiano Biraghi    | Inter      | prestito temporaneo |
| D        | Ivano Baldanzeddu    | Lucchese   | svincolato          |
| D        | César                | svincolato | parametro zero      |
| C        | Savio Nsereko        | Fiorentina | prestito temporaneo |
| C        | Francesco Di Tacchio | Fiorentina | prestito temporaneo |
| C        | Antonio Zito         | Siena      | svincolato          |
| C        | Vincenzo Iovene      | Turris     | -                   |
| C        | Matteo Scozzarella   | Atalanta   | prestito temporaneo |
| C        | Horacio Erpen        | Sorrento   | titolo definitivo   |
| C        | Guido Davì           | Palermo    | riscatto            |
| A        | Mathieu Gomes        | Sanremese  | fine prestito       |
| A        | Tomas Danilevičius   | Livorno    | svincolato          |
| A        | Marco Sau            | Cagliari   | prestito temporaneo |
| A        | Simone Zaza          | Sampdoria  | prestito temporaneo |
| A        | Jerry Mbakogu        | Padova     | rinnovo prestito    |

| Cessioni | Cessioni          | Cessioni        | Cessioni                  |
| R.       | Nome              | a               | Modalità                  |
| -------- | ----------------- | --------------- | ------------------------- |
| P        | Alessandro Vono   | svincolato      | -                         |
| P        | Ermanno Fumagalli | Avellino        | titolo definitivo         |
| D        | Adriano Siragusa  | Reggiana        | titolo definitivo         |
| D        | Daniele De Maria  | svincolato      | -                         |
| C        | Vincenzo Iovene   | Aprilia         | prestito temporaneo       |
| C        | Francesco Marano  | Aversa Normanna | prestito temporaneo       |
| C        | Nicola Ciotola    | Verona          | fine prestito             |
| C        | Salif Dianda      | Verona          | fine prestito             |
| C        | Giuseppe Rizza    | Livorno         | fine prestito             |
| A        | Marco Valtulina   | svincolato      | rescissione del contratto |
| A        | Mathieu Gomes     | Aprilia         | svincolato                |
| A        | Giorgio Corona    | Taranto         | fine prestito             |
| A        | Diego Albadoro    | Bari            | fine prestito             |

### Sessione invernale(dal 3/1 al 31/1)
| Acquisti | Acquisti              | Acquisti   | Acquisti            |
| R.       | Nome                  | da         | Modalità            |
| -------- | --------------------- | ---------- | ------------------- |
| P        | Vincenzo Cascella     | svincolato | parametro zero      |
| D        | Daniel Cappelletti    | Palermo    | prestito temporaneo |
| C        | Fabio Caserta         | Atalanta   | titolo definitivo   |
| A        | Giacomo Beretta       | Genoa      | prestito temporaneo |
| A        | Givestin N'Suki Zantu | svincolato | parametro zero      |
| A        | Tommaso Ceccarelli    | Lazio      | prestito temporaneo |
| A        | Diego Falcinelli      | Sassuolo   | prestito temporaneo |

| Cessioni | Cessioni          | Cessioni     | Cessioni                  |
| R.       | Nome              | a            | Modalità                  |
| -------- | ----------------- | ------------ | ------------------------- |
| D        | César             | Cremonese    | rescissione del contratto |
| D        | Alessandro Fabbro | Pergolettese | -                         |
| D        | Luigi Pezzella    | svincolato   | -                         |
| C        | Riccardo Cazzola  | Atalanta     | titolo definitivo         |
| C        | Savio Nsereko     | Fiorentina   | rescissione prestito      |
| C        | Luca Ubaldi       | Imperia      | svincolato                |
| A        | Simone Zaza       | Sampdoria    | rescissione prestito      |

## Risultati

### Serie B[5]

#### Girone di andata
| Arbitro: | Di Bello (Brindisi) |

|                        |           |                  |
| Dumitru 56’ Tavano 77’ | Marcatori | 11’ Danilevičius |

| Arbitro: | Massa (Imperia) |

|             |           |                                |
| Mbakogu 34’ | Marcatori | 7’ N. Ferrari 38’ Hallfreðsson |

| Crotone 4 settembre 2011, ore 15:00 UTC+2 3ª giornata | Crotone             | 0 – 0 referto | Juve Stabia | Stadio Ezio Scida (3.614 spett.)\| Arbitro: \| Gavillucci (Latina) \| |
| Arbitro:                                              | Gavillucci (Latina) |               |             |                                                                       |

| Arbitro: | Tommasi (Bassano del Grappa) |

|  |           |              |
|  | Marcatori | 81’ Feczesin |

| Arbitro: | Cervellera (Taranto) |

|                                       |           |  |
| Dionisi 60’ Salviato 84’ Barone 90+2’ | Marcatori |  |

| Arbitro: | Velotto (Grosseto) |

|                                                   |           |                               |
| Danilevičius 38’ Scozzarella 50’ Erpen 90’ (rig.) | Marcatori | 26’ Togni 72’ (rig.) Immobile |

| Arbitro: | Palazzino (Ciampino) |

|               |           |                      |
| Missiroli 47’ | Marcatori | 70’ Sau 88’ Raimondi |

| Arbitro: | Ciampi (Roma) |

|                           |           |                                       |
| Di Maio 52’ Catania 90+3’ | Marcatori | 42’ Danilevičius 61’ Zito 70’ Mbakogu |

| Arbitro: | Baracani (Firenze) |

|                     |           |            |
| Sau 16’ Mbakogu 34’ | Marcatori | 47’ Soncin |

| Arbitro: | Ostinelli (Como) |

|                |           |  |
| R. Bianchi 80’ | Marcatori |  |

| Arbitro: | Merchiori (Ferrara) |

|                |           |  |
| Sau 42’ (rig.) | Marcatori |  |

| Arbitro: | Irrati (Pistoia) |

|                         |           |             |
| Carrozza 1’ Cellini 64’ | Marcatori | 40’ Cazzola |

| Arbitro: | Di Paolo (Avezzano) |

|                  |           |  |
| Scognamiglio 63’ | Marcatori |  |

| Arbitro: | Nasca (Bari) |

|                               |           |                     |
| Cacia 38’ Italiano 58’ (rig.) | Marcatori | 50’ Mbakogu 77’ Sau |

| Arbitro: | Gallione (Alessandria) |

|                       |           |                          |
| Erpen 17’ Cazzola 44’ | Marcatori | 49’ Germinale 88’ Lebran |

| Arbitro: | Cervellera (Taranto) |

|                                |           |                                  |
| Mezavilla 23’ N. Tarantino 70’ | Marcatori | 65’ Stanco 80’ (rig.) Di Gennaro |

| Arbitro: | Di Bello (Brindisi) |

|  |           |                              |
|  | Marcatori | 46’, 71’ Sau 86’ Scozzarella |

| Arbitro: | Candussio (Cervignano del Friuli) |

|         |           |  |
| Sau 56’ | Marcatori |  |

| Arbitro: | Baracani (Firenze) |

|             |           |         |
| Pozzi 90+3’ | Marcatori | 55’ Sau |

| Arbitro: | Gavillucci (Latina) |

|                                  |           |          |
| Scozzarella 8’ Erpen 12’ Sau 57’ | Marcatori | 29’ Maah |

| Arbitro: | Mariani (Aprilia) |

|                              |           |         |
| G. Sansone 52’, 90+3’ (rig.) | Marcatori | 74’ Sau |

#### Girone di ritorno
| Arbitro: | Gallione (Alessandria) |

|                               |           |             |
| Danilevičius 19’ Sau 38’, 59’ | Marcatori | 79’ Brugman |

| Arbitro: | Di Paolo (Avezzano) |

|                              |           |  |
| M. Scaglia 43’ Pichlmann 73’ | Marcatori |  |

| Arbitro: | Giancola (Vasto) |

|                            |           |                |
| Danilevičius 82’ Sau 90+6’ | Marcatori | 25’, 76’ Calil |

| Brescia 31 gennaio 2012, ore 20:45 UTC+1 25ª giornata | Brescia             | 0 – 0 referto | Juve Stabia | Stadio Mario Rigamonti (1.500 spett.)\| Arbitro: \| Di Bello (Brindisi) \| |
| Arbitro:                                              | Di Bello (Brindisi) |               |             |                                                                            |

| Arbitro: | Cervellera (Taranto) |

|             |           |                          |
| Caserta 10’ | Marcatori | 20’ Paulinho 22’ Dionisi |

| Arbitro: | Baracani (Firenze) |

|                              |           |  |
| Immobile 20’ (rig.) Koné 84’ | Marcatori |  |

| Arbitro: | Pinzani (Empoli) |

|                       |           |            |
| Mezavilla 10’ Sau 52’ | Marcatori | 66’ Freddi |

| Arbitro: | Velotto (Grosseto) |

|                            |           |               |
| Sau 69’ (rig.) Caserta 89’ | Marcatori | 7’, 30’ Negro |

| Ascoli Piceno 10 marzo 2012, ore 15:00 UTC+1 30ª giornata | Ascoli          | 0 – 0 referto | Juve Stabia | Stadio Cino e Lillo Del Duca (2.293 spett.)\| Arbitro: \| Massa (Imperia) \| |
| Arbitro:                                                  | Massa (Imperia) |               |             |                                                                              |

| Arbitro: | Tommasi (Bassano del Grappa) |

|         |           |             |
| Sau 34’ | Marcatori | 40’ Sgrigna |

| Bari 24 marzo 2012, ore 15:00 UTC+1 32ª giornata | Bari                | 0 – 0 referto | Juve Stabia | Stadio San Nicola (5.091 spett.)\| Arbitro: \| Gavillucci (Latina) \| |
| Arbitro:                                         | Gavillucci (Latina) |               |             |                                                                       |

| Arbitro: | Merchiori (Ferrara) |

|                           |           |  |
| Scozzarella 45+1’ Sau 63’ | Marcatori |  |

| Arbitro: | Mariani (Aprilia) |

|  |           |                                  |
|  | Marcatori | 31’ (aut.) Augustyn 39’, 67’ Sau |

| Arbitro: | Palazzino (Ciampino) |

|                       |           |  |
| Sau 80’ (rig.), 90+4’ | Marcatori |  |

| Arbitro: | Pinzani (Empoli) |

|             |           |                        |
| Belotti 11’ | Marcatori | 6’ Mezavilla 60’ Maury |

| Arbitro: | Irrati (Pistoia) |

|                                              |           |  |
| Di Gennaro 17’ (rig.) Cellini 58’ Stanco 82’ | Marcatori |  |

| Castellammare di Stabia 1º maggio 2012, ore 15:00 UTC+2 38ª giornata | Juve Stabia       | 0 – 0 referto | Grosseto | Stadio Romeo Menti (2.834 spett.)\| Arbitro: \| Viti (Campobasso) \| |
| Arbitro:                                                             | Viti (Campobasso) |               |          |                                                                      |

| Gubbio 7 maggio 2012, ore 19:00 UTC+2 39ª giornata | Gubbio               | 0 – 0 referto | Juve Stabia | Stadio Pietro Barbetti\| Arbitro: \| Cervellera (Taranto) \| |
| Arbitro:                                           | Cervellera (Taranto) |               |             |                                                              |

| Arbitro: | Giancola (Vasto) |

|         |           |                       |
| Zito 1’ | Marcatori | 51’ Munari 84’ Icardi |

| Arbitro: | Di Bello (Brindisi) |

|  |           |                |
|  | Marcatori | 60’ Falcinelli |

| Arbitro: | Ciampi (Roma) |

|                  |           |                                          |
| N. Tarantino 88’ | Marcatori | 62’ Troianiello 77’ Missiroli 81’ Boakye |

### Coppa Italia
| Arbitro: | Baracani (Firenze) |

|                          |           |             |
| Troiano 11’ Boakye 90+1’ | Marcatori | 63’ Mbakogu |

## Statistiche

### Statistiche di squadra
| Competizione | Punti | In casa | In casa | In casa | In casa | In casa | In casa | In trasferta | In trasferta | In trasferta | In trasferta | In trasferta | In trasferta | Totale | Totale | Totale | Totale | Totale | Totale | DR |
| Competizione | Punti | G       | V       | N       | P       | Gf      | Gs      | G            | V            | N            | P            | Gf           | Gs           | G      | V      | N      | P      | Gf     | Gs     | DR |
| ------------ | ----- | ------- | ------- | ------- | ------- | ------- | ------- | ------------ | ------------ | ------------ | ------------ | ------------ | ------------ | ------ | ------ | ------ | ------ | ------ | ------ | -- |
| Serie B      | 57    | 21      | 11      | 6       | 5       | 33      | 20      | 21           | 5            | 7            | 8            | 20           | 24           | 42     | 16     | 13     | 13     | 53     | 49     | +4 |
| Coppa Italia | /     | -       | -       | -       | -       | -       | -       | 1            | 0            | 0            | 1            | 1            | 2            | 1      | 0      | 0      | 1      | 1      | 2      | /  |
| Totale       | 57    | 21      | 11      | 6       | 5       | 33      | 20      | 22           | 5            | 7            | 9            | 21           | 26           | 43     | 16     | 13     | 14     | 54     | 51     | +3 |

### Statistiche dei giocatori
| Giocatore       | Serie B  | Serie B | Serie B     | Serie B    | Coppa Italia | Coppa Italia | Coppa Italia | Coppa Italia | Totale   | Totale | Totale      | Totale     |
| Giocatore       | Presenze | Reti    | Ammonizioni | Espulsioni | Presenze     | Reti         | Ammonizioni  | Espulsioni   | Presenze | Reti   | Ammonizioni | Espulsioni |
| --------------- | -------- | ------- | ----------- | ---------- | ------------ | ------------ | ------------ | ------------ | -------- | ------ | ----------- | ---------- |
| I. Baldanzeddu  | 36       | 0       | 6           | 0          | 1            | 0            | 0            | 0            | 37       | 0      | 6           | 0          |
| G. Beretta      | 21       | 1       | 0           | 0          | 0            | 0            | 0            | 0            | 21       | 1      | 0           | 0          |
| C. Biraghi      | 11       | 0       | 3           | 0          | 1            | 0            | 0            | 0            | 12       | 0      | 3           | 0          |
| D. Cappelletti  | 3        | 0       | 0           | 0          | 0            | 0            | 0            | 0            | 3        | 0      | 0           | 0          |
| V. Cascella     | 0        | 0       | 0           | 0          | 0            | 0            | 0            | 0            | 0        | 0      | 0           | 0          |
| F. Caserta      | 15       | 2       | 2           | 0          | 0            | 0            | 0            | 0            | 15       | 2      | 2           | 0          |
| R. Cazzola      | 21       | 2       | 4           | 0          | 0            | 0            | 0            | 0            | 21       | 2      | 4           | 0          |
| T. Ceccarelli   | 2        | 0       | 1           | 0          | 0            | 0            | 0            | 0            | 2        | 0      | 1           | 0          |
| V. César        | 1        | 0       | 0           | 0          | 0            | 0            | 0            | 0            | 1        | 0      | 0           | 0          |
| S. Colombi      | 24       | 0       | 1           | 0          | 0            | 0            | 0            | 0            | 24       | 0      | 1           | 0          |
| T. Danilevičius | 33       | 5       | 1           | 0          | 1            | 0            | 0            | 0            | 34       | 5      | 1           | 0          |
| C. Danucci      | 13       | 0       | 1           | 0          | 1            | 0            | 0            | 0            | 14       | 0      | 1           | 0          |
| G. Davì         | 8        | 0       | 1           | 0          | 0            | 0            | 0            | 0            | 8        | 0      | 1           | 0          |
| A. De Bode      | 9        | 0       | 1           | 0          | 0            | 0            | 0            | 0            | 9        | 0      | 1           | 0          |
| F. Di Tacchio   | 12       | 0       | 3           | 0          | 0            | 0            | 0            | 0            | 12       | 0      | 3           | 0          |
| S. Dicuonzo     | 40       | 0       | 10          | 0          | 0            | 0            | 0            | 0            | 40       | 0      | 10          | 0          |
| H. Erpen        | 31       | 3       | 3           | 0          | 0            | 0            | 0            | 0            | 31       | 3      | 3           | 0          |
| A. Fabbro       | 2        | 0       | 1           | 0          | 1            | 0            | 0            | 0            | 3        | 0      | 1           | 0          |
| D. Falcinelli   | 15       | 1       | 1           | 0          | 0            | 0            | 0            | 0            | 15       | 1      | 1           | 0          |
| D. Maury        | 25       | 1       | 11          | 0          | 0            | 0            | 0            | 0            | 25       | 1      | 11          | 0          |
| J. Uche Mbakogu | 27       | 4       | 3           | 0          | 1            | 1            | 0            | 1            | 28       | 5      | 3           | 1          |
| A. Mezavilla    | 33       | 3       | 9           | 0          | 1            | 0            | 0            | 0            | 34       | 3      | 9           | 0          |
| M. Molinari     | 30       | 0       | 6           | 2          | 1            | 0            | 0            | 0            | 31       | 0      | 6           | 2          |
| S. Nsereko      | 2        | 0       | 0           | 0          | 1            | 0            | 0            | 0            | 3        | 0      | 0           | 0          |
| A. Raimondi     | 26       | 1       | 2           | 0          | 1            | 0            | 0            | 0            | 27       | 1      | 2           | 0          |
| M. Sau          | 36       | 21      | 3           | 0          | 0            | 0            | 0            | 0            | 36       | 21     | 3           | 0          |
| G. Scognamiglio | 27       | 1       | 4           | 0          | 1            | 0            | 0            | 0            | 28       | 1      | 4           | 0          |
| M. Scozzarella  | 27       | 4       | 4           | 0          | 1            | 0            | 0            | 0            | 28       | 4      | 4           | 0          |
| A. Seculin      | 18       | 0       | 3           | 0          | 1            | 0            | 0            | 0            | 19       | 0      | 3           | 0          |
| N. Tarantino    | 13       | 2       | 2           | 0          | 0            | 0            | 0            | 0            | 13       | 2      | 2           | 0          |
| S. Zaza         | 4        | 0       | 0           | 0          | 0            | 0            | 0            | 0            | 4        | 0      | 0           | 0          |
| A. Zito         | 32       | 2       | 8           | 1          | 1            | 0            | 0            | 0            | 33       | 2      | 8           | 1          |